# Fulton County, Indiana
Fulton County är ett county i delstaten Indiana, USA, med 20 836 invånare. Den administrativa huvudorten (county seat) är Rochester. 

## Geografi
Enligt United States Census Bureau har countyt en total area på 962 km². 954 km² av den arean är land och 7 km² är vatten.  

### Angränsande countyn
- Marshall County - nord
- Kosciusko County - nordost
- Wabash County - öst
- Miami County - sydost
- Cass County - syd
- Pulaski County - väst
- Starke County - nordväst